# Hipólito Valdez
Hipólito Valdez fue un político peruano.
Entre finales de 1866 y junio de 1867 fue Prefecto de Puno durante la rebelión del altiplano de 1866. Valdez abolió los impuestos y toleró los reemplazos de algunas autoridades locales que los indios habían hecho con hombres de su propia elección. En 1868 fue elegido diputado por la provincia de Lampa siendo reelegido en 1872 y 1876 durante el gobierno de Mariano Ignacio Prado. En 1879 fue elegido senador por el departamento de Puno. Luego de la guerra del Pacífico, fue elegido nuevamente como senador por Puno desde 1886 hasta 1893.